# La Nef des fous (Bosch)
Pour les articles homonymes, voir La Nef des fous.
La Nef des fous est un tableau du peintre néerlandais Jérôme Bosch (v. 1450-1516). Huile sur panneau de 58 × 32 cm, réalisé vers 1500 (date conjecturale), il est actuellement exposé au musée du Louvre, à Paris. Il faisait jadis partie, avec La Mort de l'avare et Allégorie de la débauche et du plaisir, respectivement à la National Gallery of Art (Washington) et à la Yale University Art Gallery (New Haven), du Triptyque du vagabond, dont le panneau central a disparu.
Le musée du Louvre est entré en possession de La Nef des fous à la suite d'un don de l'un de ses conservateurs, Camille Benoit, en 1918. Le musée possède en outre un dessin préparatoire ayant servi à l'élaboration de l’œuvre.
Le revers du panneau, en grisaille, représente Le Colporteur. Il se raccorde exactement au revers du fragment conservé à Yale.
Se répondent ainsi avarice et excès, deux aspects de la même folie pécheresse qui éloigne de Dieu, l'excès étant incarné par une assemblée de gloutons et d'ivrognes voguant à leur perte comme des insensés.

## Contexte

### Artiste
Jérôme Bosch est un peintre néerlandais dont l'œuvre se situe au tournant du XVe et du XVIe siècle, à l'époque où les conflits sociaux étaient à leur apogée et que la religion vivait une crise profonde. La peinture flamande est fidèle à la tradition religieuse.
La réussite de l'œuvre de Bosch n'a sans doute été possible que par la conjoncture du moment alors que les principes modernistes de la Renaissance tels que la découverte de la perspective, la connaissance de l'anatomie, émergeaient à Rome et que la tradition des peintres médiévaux aux Pays-Bas était encore dans l'actualité, comme le démontre Jérôme Bosch dans son éternelle lutte du Bien contre le Mal.

### Thème de la «Nef des fous»

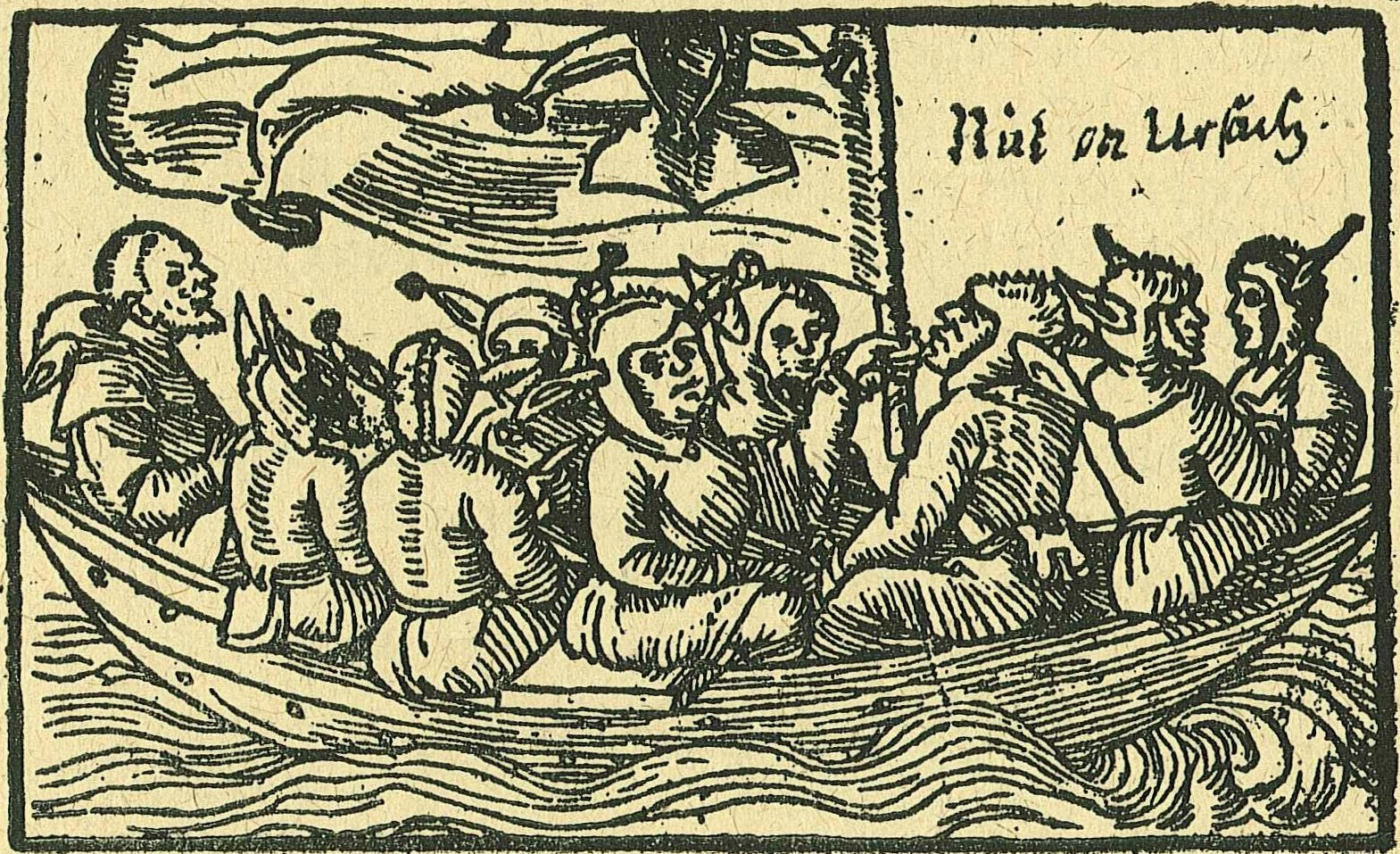
La Stultifera Navis en route pour le Pays des Fous. Gravure sur bois de 1549.

Le thème de la « Nef des fous » est connu dans la littérature contemporaine de Bosch et dans les traditions des Flandres au XVe siècle. On a fait le rapprochement avec Das Narrenschiff ou La Nef des fous de Sébastien Brant, dont la première édition paraît en 1494 à Bâle, et est rapidement traduite dans plusieurs langues, notamment en néerlandais. Une édition de cet ouvrage paraît à Bois-le-Duc vers 1500. L'auteur accueille, dans sa nef symbolique, des fous de toutes catégories et fait défiler les faiblesses humaines. L'une de ses strophes dit : « Mieux vaut rester laïc que de mal se conduire en étant dans les ordres ». Beaucoup de similitudes existent entre ce livre et la représentation faite par Bosch.
De nombreux autres textes rappellent les fêtes des fous en honneur au bas Moyen Âge. Ces textes stigmatisent la folie à Satan. L'atmosphère du temps était à la dérision du comportement du bas clergé. Les carnavals allemands se sont inspirés de ces textes et faisaient défiler des chars représentant la « Nef du Mal » que la foule finalement incendiait. Bosch est un homme de la fin du Moyen Âge, la Réforme n'est pas très loin. Tant l'Église catholique que les réformateurs veulent freiner les débordements des carnavals ; le pouvoir lui aussi craint pour l'ordre public. On réprime le rire de la foule ou à tout le moins on veut le contrôler. C'est le pouvoir qui bientôt organisera les fêtes. Bosch n'est pas sans doute très éloigné de son contemporain Érasme qui « ne raille pas les individus mais les vices : le rire est mis au service de la morale ». Érasme ironise aussi à propos des concitoyens de Bosch. Dans L'Éloge de la folie, il a dit à propos des Brabançons : « Au lieu que chez les autres hommes l'âge apporte la prudence, plus ceux-ci approchent de la vieillesse, plus ils sont gais ». Et George Minois commente « la folie est utilisée comme un repoussoir : il s'agit de montrer l'absurdité d'un monde privé de codes et d'interdits, d'un monde qui renie ses valeurs. Ce monde est fou, et l'on en rit, mais d'un rire qui n'est pas joyeux ». Le lien entre les textes littéraires, tels ceux de Sébastien Brant, et le tableau n'est pas admis par tous les historiens. Cependant, même si Bosch n'en a pas eu connaissance, ces textes et le tableau illustrent bien un même état d'esprit qui est celui du moment. De plus, la métaphore de la barque était l'une des plus fréquentes au Moyen Âge. On la retrouve aussi dans La Barque bleue de Jacques van Oestvoren.

## Description

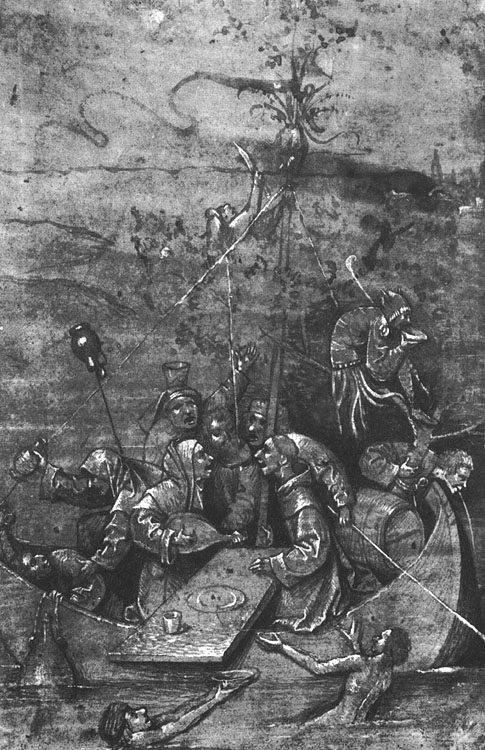
Dessin préparatoire pour la Nef des fous, vers 1500 (?). Pinceau et encre noir sur papier gris, rehauts en blanc,, musée du Louvre. Département des Arts graphiques.

Un groupe de dix personnages sont réunis dans une barque, la « nef ». Le groupe principal se compose d’un moine franciscain et d’une religieuse jouant du luth, assis face à face. Ils ont la bouche grande ouverte comme pour chanter mais semblent aussi essayer de mordre, comme leurs compagnons, une crêpe pendue au centre de la petite embarcation, allusion à une coutume folklorique qui consiste à manger une galette suspendue sans les mains. Derrière eux sont assis les deux nautoniers. L’un d’entre eux a, en guise de rame, une louche géante. L’autre tient en équilibre sur la tête un verre et brandit au bout de sa rame une cruche cassée. Aux extrémités, une femme, d’un côté, s’apprête à frapper avec une cruche un jeune homme retenant une gourde qui trempe dans l’eau. Certains historiens préfèrent y voir un entonnoir renversé, symbole de la folie. De l’autre, sur un gouvernail de fortune, un petit homme en habit de fou boit dans une coupe. À côté de ce dernier, un autre se penche pour vomir. L’assemblée est dominée par un mât de cocagne surmonté d’un bouquet de fleurs au centre duquel est représentée une chouette ou une tête de mort. Une dinde ou une oie rôtie est suspendue au mât, un homme essaye de l'atteindre avec son long couteau. Il se rend ainsi coupable des péchés de gourmandise et de l'envie. La joyeuse compagnie semble à la dérive, un vaste paysage, au fond, s’étend à l’infini.
La Nef des fous est généralement interprétée comme l'illustration de la folie qui a gagné tous les personnages. Il n'y a ni trompeurs ni trompés, seulement des fous ou des hommes assez insensés pour s'embarquer sur un navire sans voile ni gouvernail et dont une cuiller énorme qui pourrait faire office de rame ou de godille est abandonnée. Le mal semble avoir atteint toute la compagnie, prêtre, moine, religieuse… le plus fou n'étant peut-être pas celui qui en porte l'habit et qui, perché sur une branche, un peu à l'écart, savoure sa victoire et déguste son vin. Ces hommes et ces femmes embarqués ensemble ne vont nulle part, ils n'en savent rien et ne s'en soucient pas le moins du monde. Leur navire sans guide bat pavillon infidèle : la longue oriflamme rose accrochée au mât porte un croissant de lune. Croissant des musulmans. Le croissant de lune renvoie à l'hérésie des Mécréants, mais aussi à la folie, au lunatisme.
Certains auteurs ont suggéré que le navire voguait de droite à gauche, ce qui est logiquement en contradiction avec la direction vers laquelle flotte cette oriflamme. Mais tout est possible au pays des fous. Il pourrait tout aussi bien ne pas avancer. Pour les passagers, seul compte le moment présent passé à chanter, à boire, à jouer. Le Franciscain chante, la religieuse l'accompagne et joue du luth. Certains historiens de l'art ont vu dans le luth et dans l'assiette de cerises, posées devant les religieux, des références à l'érotisme. Les personnages ont déjà bu — la cruche est retournée — peut-être beaucoup, car l'un des hommes vomit par-dessus bord. Le récipient mis à rafraîchir dans l'eau et le tonneau permettront sans doute de continuer.

## Analyse de l'œuvre
À l'époque de Jérôme Bosch, les conflits sociaux étaient à leur apogée et la religion vivait une crise profonde. Au moment où la peinture florentine crée l'esthétique de la Renaissance, la peinture flamande reste fidèle à la tradition religieuse. Mais celle-ci, par le déclin du Moyen Âge, va subir une crise fondamentale dont Bosch est le reflet. La représentation du moine et de la religieuse renvoie à l'anticléricalisme de Bosch, influencé par les courants religieux pré-réformistes qui se développent à l'époque en Flandres, comme la devotio moderna, qui défendaient la communion directe avec Dieu sans l'intervention de l'Église, en réponse à la conduite amorale de certains ecclésiastiques. Le thème de la complicité entre l’Église et les charlatans qui volent le peuple apparaît également dans L'Escamoteur, dans lequel un frère dominicain subtilise la bourse d'un spectateur, pendant que l'attention de celui-ci est attirée par un bateleur ; ainsi que dans La Lithotomie, dans lequel le moine et la religieuse sont les complices du charlatan qui prétend extraire la « pierre de folie » (qui est en réalité une fleur) de la tête du gros bourgeois assis. Le clergé dissolu laisse ainsi la barque de l’Église à la dérive, négligeant le salut des âmes. Cet aspect, représentatif des critiques formulées par la Réforme, paraît trouver une illustration dans l’homme qui s’accroche au bateau sans que personne s’en soucie.
La Nef des fous, en allant plus loin que l'aspect burlesque qu'elle dégage au premier abord, est une critique de la folie des hommes qui vivent à l'envers et perdent leurs repères religieux.
Le monde qu'il peint est un monde renversé tel qu'on le retrouve dans la vie à l'époque (mis à part les interventions d'origine imaginaire de l'artiste). Ce n'est pas la tête qui règne ici mais le ventre. Si la tête ne règne pas, c'est qu'elle est folle. Sa folie est d'adorer le ventre, sa folie est le péché. Le péché de la gourmandise ainsi que celui de la luxure étaient des vices très répandus depuis longtemps dans les monastères. Bosch nous montre donc son regard sur le monde de l'époque en critiquant les mœurs dissolues du clergé, la débauche de la vie monastique et la folie humaine cédant aux vices.
Il dénonce les vices par la folie en les attribuant à des personnages appartenant apparemment aux classes inférieures de la société. Ainsi le convive qui vomit montre la débauche de celui qui succombe aux effets de l'alcool, une cruche serait le symbole du sexe féminin ou du diable, le poisson mort sans écaille est le péché, le masque de chouette regardant la scène symbolise le démon…
Ainsi, la relation qu'établit Bosch entre « vice » et « folie » est caractéristique de la littérature du XVe. Avec ce tableau, il met en garde d'une manière burlesque contre la perte des valeurs ecclésiastiques, la négligence ou la folie des hommes vis-à-vis de la religion, enfin tout ce qui règne à la fin du XVe siècle, à l'heure de la fin du Moyen Âge.

## Reconstitution du triptyque de Bosch

Panneaux
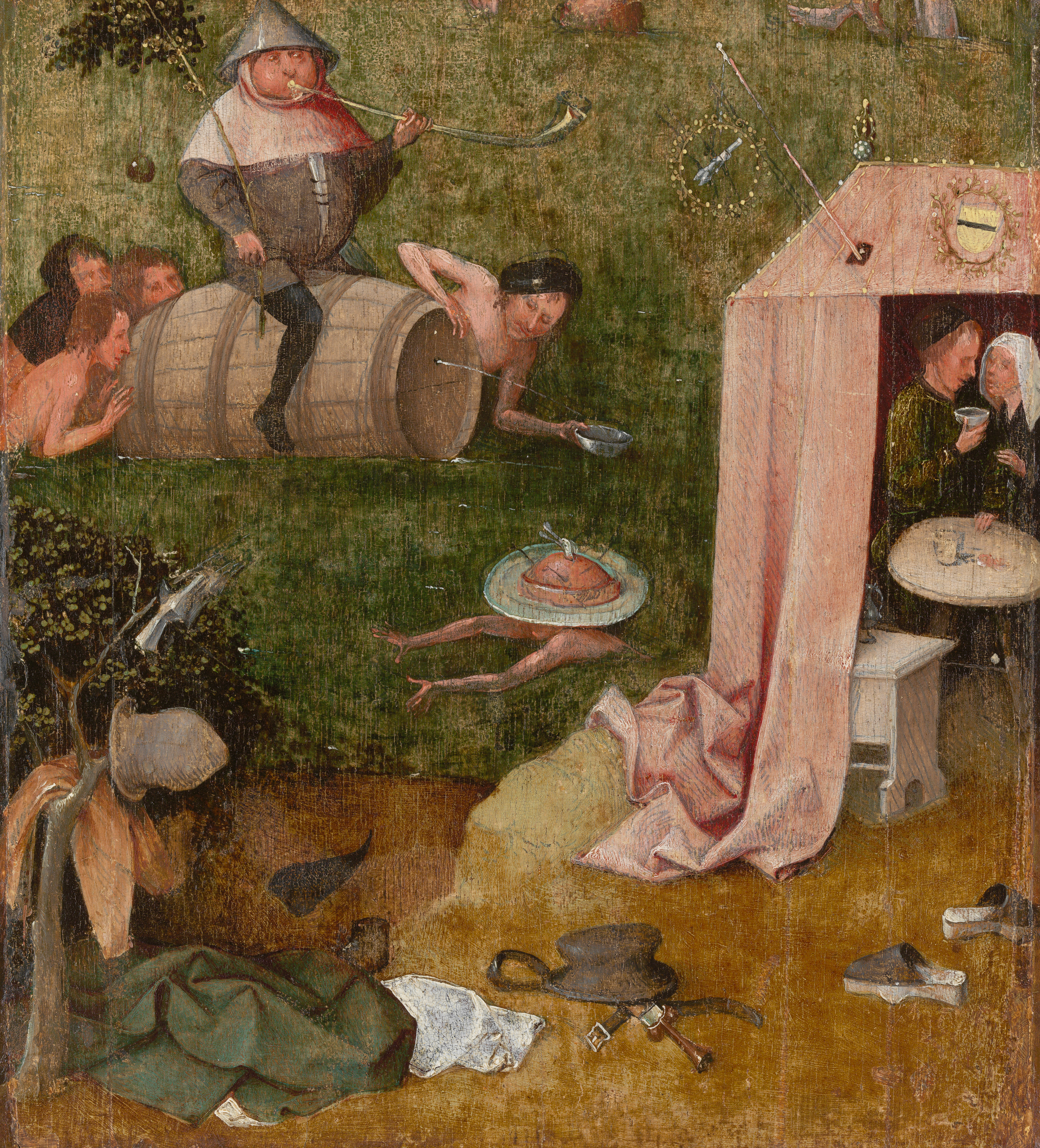
Détail, La Gloutonnerie, vers 1500-10 (?), Huile sur bois, 34,9 × 30,6 cm, Yale University Art Gallery.
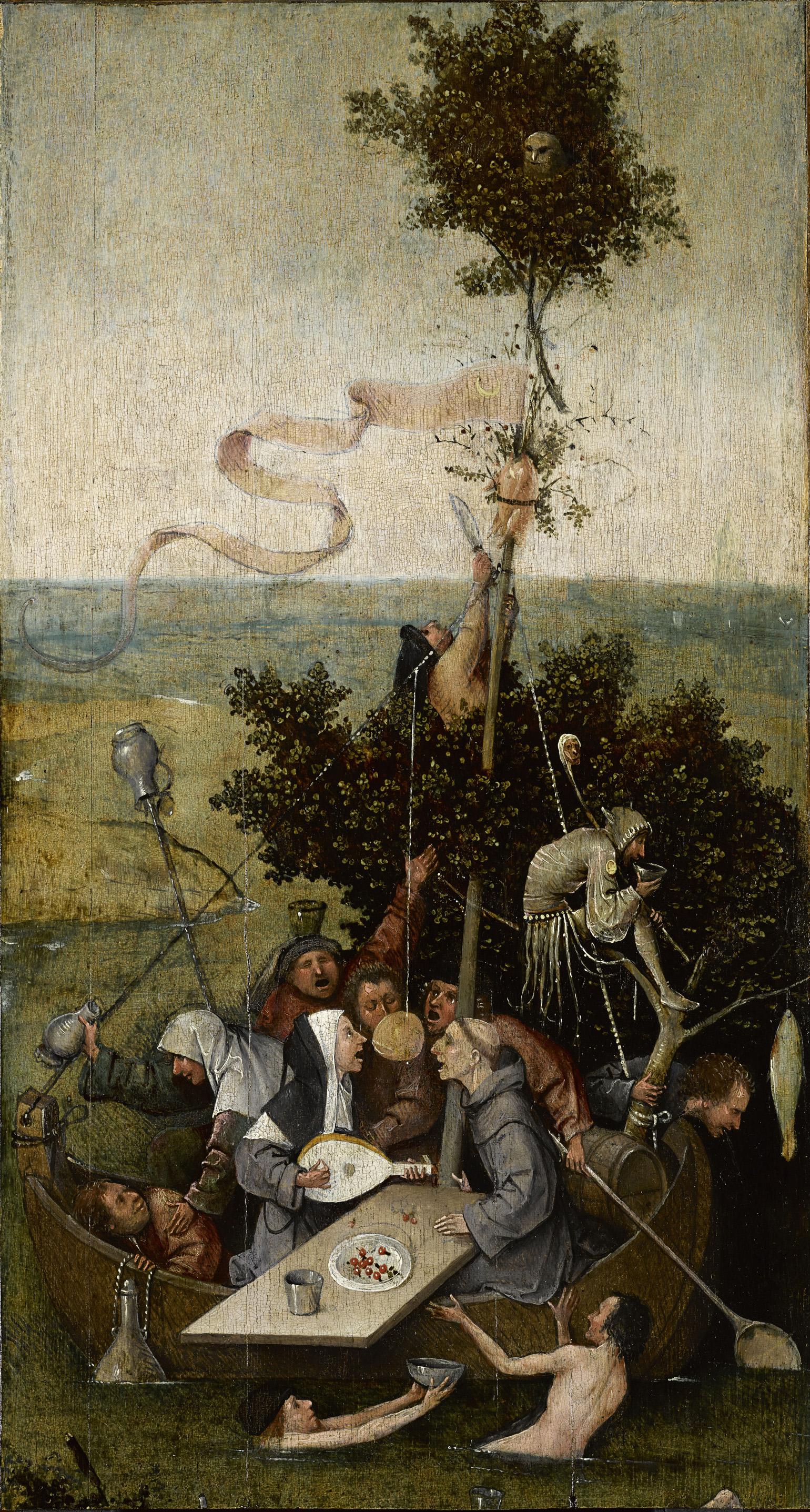
La Nef des fous, vers 1500-10 (?), huile sur bois, 58 × 32,5 cm, musée du Louvre.
La Mort de l'avare, vers 1500-10 (?), Huile sur bois, 92,6 × 30,8, National Gallery of Art.